# Onthophagus mjobergi
Onthophagus mjobergi là một loài bọ cánh cứng trong họ Bọ hung (Scarabaeidae).